# Chiuppani
I Chiuppani (noti come "de Clupano" fino al Rinascimento) sono una famiglia veneta.

## Storia
Dopo un passato verosimilmente vicentino si trasferirono entro l'inizio del Seicento a Bassano del Grappa dove diversi Chiuppani tuttora risiedono. 
La famiglia si è distinta per l'impegno in campo umanistico. Ne hanno fatto parte: Gasparo Chiuppani (1655 ca.-1730) prosatore e poeta membro dell'Accademia dei Ricovrati; Francesco Chiuppani (1707-1742) collezionista e autore tra i molti scritti antiquari di una Historia bassanese; Giovanni Chiuppani (1870-1918), storico segnalatosi per una monografia su Gli ebrei a Bassano di stampo fortemente anticlericale e uno studio sulle origini di Giorgione recentemente riscoperto. 
Beata Gaetana Sterni (1827-1889), fondatrice della Congregatio Sororum a Divina Voluntate, nacque da Giovanna Chiuppani.
Giuseppe Chiuppani (1906-1985) fu un noto dirigente e filantropo bassanese.
In seguito all'emigrazione a Cuba di Francesco Chiuppani attorno al 1848 un ramo della famiglia si sviluppò nei Caraibi, dove Manuel Berges Chupani divenne nel 1982 presidente della Corte Suprema della Repubblica Dominicana e più tardi vicepresidente ad interim del paese.

## Stemma
Spaccato: nel primo d'argento al leone passante ed esalante fuoco, il tutto al naturale; nel secondo d'azzurro a due fasce ondate d'argento; col capo d'azzurro caricato di tre gigli d'argento ordinati in fascia.